# آندرس لیدن
آندرس لیدن (انگلیسی: Anders Lidén؛ زادهٔ ۲ ژانویهٔ ۱۹۴۹) یک دیپلمات سوئدی است، او در اسکاشهامن (سوئد) متولد شد و از سال ۲۰۰۴ تا ۲۰۱۰ نماینده دائم سوئد در سازمان ملل متحد بود. لیدن در سال ۲۰۰۸ رئیس هیئت اجرایی یونیسف شد.

## تحصیلات
لیدن دارای مدرک دکترای علوم سیاسی از دانشگاه لوند است.

## فعالیت حرفه‌ای
در سال ۱۹۷۹، لیدن به وزارت امور خارجه در استکهلم پیوست و مناصب متعددی را در وزارت امور خارجه بر عهده گرفت، از جمله منشی دوم وزارت امورخارجه از ۱۹۸۰ تا ۱۹۸۳، دبیر اول از ۱۹۸۳ تا ۱۹۹۱، مشاور وزیر از ۱۹۹۱ تا ۱۹۹۲، و معاون دستیار معاون وزیر از ۱۹۹۳ تا ۱۹۹۲. وی در سال ۱۹۹۹ کاردار سفارت سوئد در اردن بود و از سال ۱۹۹۹ تا ۲۰۰۲ به عنوان سفیر سوئد در اسرائیل و قبرس خدمت کرد. آخرین پست وی در وزارت خارجه مدیرکل امور سیاسی وزارت امور خارجه بود. لیدن در سال ۲۰۰۴ به عنوان نماینده دائم سوئد در سازمان ملل انتخاب شد و تا سال ۲۰۱۰ در این سمت خدمت کرد. لیدن از سال ۲۰۱۰ تا ۲۰۱۲ سفیر زیمبابوه شد و پس از آن به عنوان سفیر جدید سوئد در فنلاند معرفی گردید.